# Isabelle Alfandary
Pour les articles homonymes, voir Alfandari.
Isabelle Alfandary est une universitaire française, spécialiste de littérature américaine, de philosophie contemporaine et de psychanalyse. Professeure à lUniversité Sorbonne-Nouvelle depuis 2013, elle travaille notamment sur la poésie moderniste, la théorie littéraire, les liens entre philosophie et psychanalyse, et les questions de genre et de sexualité.

## Biographie
Elle soutient en 1999 une thèse de doctorat en littérature américaine, intitulée « Esthétique de la grammaire dans l’œuvre d’E. E. Cummings » à l’Université Paris-III.

### Carrière universitaire
Elle a été successivement maîtresse de conférences à l’Université Paris-Nanterre (1999-2006), professeure à l’Université Lyon-II (2006-2011), puis professeure à l’Université Paris-Est Créteil (2011-2013), où elle a exercé les fonctions de vice-présidente aux affaires internationales. Depuis 2013, elle est professeure de littérature américaine à l’Université Sorbonne Nouvelle .

## Publications

### Monographies

#### Littérature américaine
- E. E. Cummings ou la minuscule lyrique, Paris, Belin, 2002[6],[7].
- Le risque de la lettre : lectures de la poésie moderniste américaine, Lyon, ENS-éditions, 2012[8].

#### Philosophie, psychanalyse
- Derrida - Lacan : L’écriture entre psychanalyse et déconstruction, Paris, Editions Hermann, 2016[9].
- Science et fiction chez Freud. Quelle épistémologie pour la psychanalyse?
  - Édition originale : Paris, Ithaque, 2021[10],[11],[12].
  - (pt) Traduction portugaise (Brésil) : Ciência e ficção em Freud: qual epistemologia para a psicanálise?, São Paulo, Blucher, 2022, 198 p.[13].
  - (es) Traduction espagnole (Argentine) : Ciencia y ficcion en Freud. Qué epistémologia para el psicoanalisis?, Buenos Aires, Manantial, 2023, 193 p.[14].
- Le Scandale de la séduction. D'Œdipe à #Metoo, Paris, Presses universitaires de France, 2024[15],[16],[17],[18].

### Direction d’ouvrages collectifs

#### Littérature anglophone
- Modernism and Unreadability, en collaboration avec Axel Nesme, Montpellier, Presses Universitaires de la Méditerranée, 2011, 272 p.[19].
- Genre/genres I, en collaboration avec Vincent Broqua. Paris, Michel Houdiard éditeur, 2015, 149 p.[20].
- Genre/genres II, en collaboration avec Charlotte Coffin et Vincent Broqua. Paris, Michel Houdiard éditeur, 2015, 193 p.[21].
- Literature and Error, en collaboration avec Marc Porée. New York: Peter Lang, 2018, 262 p.[22].
- Stein et les arts, en collaboration avec Vincent Broqua. Paris, Presses du Réel, 2019, 133 p.[23].

#### Philosophie, psychanalyse, théorie critique
- Lire depuis le Malaise dans la culture, en collaboration avec Chantal Delourme et Richard Pedot. Paris, Hermann, 2012[24].
- L’Enigme Nietzsche, en collaboration avec Marc Goldschmit. Paris, Manucius, 2019[25].
- Dialoguer l’archive, Paris, INA éditions, 2019[26].
- La littérature sans condition, Paris, Le Bord de l’Eau, 2021[27].
- Crise dans la critique. Une cartographie des studies. Paris, Le Bord de l'Eau, 2023[28].
- Qui a peur de la déconstruction ?, en collaboration avec Anne-Emmanuelle Berger et Jacob Rogozinski, PUF, 2023  (ISBN 978-2-1308-5530-9)[29],[30]
- Où va la philosophie française ?, en collaboration avec Sandra Laugier et Raphael Zagury-Orly, Vrin, 2024[31]

## Distinctions
- 1997 : Lauréate du programme Fulbright, elle effectue un séjour à l'Université de Harvard (Cambridge) et à l'Université du Texas à Austin, États-Unis[32].
- 2009-2011 : Elle est récipiendaire de la bourse France-Berkeley Fund pour le projet "Transatlantic Transactions : American Poetry and French Theory", en collaboration avec Charles Altieri (Université de Californie à Berkeley) et Axel Nesme (Université Lyon 2)[33].
- 2011-2014 : Elle est lauréate du Partner University Fund (PUF) pour le projet "Transatlantic Transactions: French Theory and Twentieth Century American Poetry", également avec Charles Altieri (Université de Californie à Berkeley) et Axel Nesme (Université Lyon 2)[33].